# بنغرس (كورنوال)
بنغرس (بالإنجليزية: Bangors)‏ هي قرية تقع في المملكة المتحدة في كورنوال.